# الغواصة الألمانية يو-1019
الغواصات الألمانية يو-1019 هي يو بوت من الفئة السابعة من ألمانيا النازية خلال الحرب العالمية الثانية.
تم طلبها في 13 يونيو 1942، وتم وضعها في 28 أبريل 1943، بواسطة شركة بلوم أند فوس، هامبورغ، في الساحة رقم 219. تم إطلاقها في 22 مارس 1944، وتم تفويضها في 4 مايو 1944. 